# Ma Rainey
Ma Rainey, vlastním jménem Gertrude Pridgett, (26. dubna 1886 – 22. prosince 1939) byla americká bluesová zpěvačka.
Pocházela z Columbusu v Georgii a svou kariéru odstrartovala účastí v přehlídce talentů přibližně ve dvanácti až čtrnácti letech, načež začala vystupovat v černošských minstrelových show. V roce 1904 se provdala za Williama „Pa“ Raineyho (její přezdívka „Ma“ je variací na jeho přezdívku). Počínaje rokem 1906 vystupovali s varietním souborem The Rabbit's Foot Company. Roku 1916 se s manželem rozešla. V roce 1923 pořídila pro společnost Paramount Records své první nahrávky a následujícího roku nahrála několik písní s Louisem Armstrongem. Do roku 1928, kdy byla její smlouva s Paramountem vypovězena, pořídila více než stovku nahrávek. V roce 1935 se z Chicaga, kde od 20. let žila, vrátila do Georgie, kde vlastnila několik divadel. Zemřela roku 1939 na infarkt. Roku 1983 byla uvedena do Bluesové síně slávy a 1990 do Rokenrolové síně slávy. V roce 2020 měl premiéru film Ma Rainey – matka blues s Violou Davis v hlavní roli.